# جيه جونسون
جيه تشارلز جونسون (بالإنجليزية: Jeh Johnson)‏ (11 سبتمبر 1957)  هو محامي ومسؤول حكومي أمريكي متقاعد شغل منصب وزير الأمن الداخلي الرابع للولايات المتحدة من عام 2013 إلى عام 2017. وكان المستشار العام لوزارة الدفاع من 2009 إلى 2012 خلال فترة إدارة باراك أوباما الأولى. جونسون هو خريج كلية مورهاوس (البكالوريوس) وكلية كولومبيا للحقوق (دكتوراه القانون)، وهو حفيد عالم الاجتماع ورئيس جامعة فيسك الدكتور تشارلز جونسون.
اسم جونسون الأول مأخوذ من اسم زعيم ليبيري، والذي ذكر التقارير أنه أنقذ حياة جده بينما كان في بعثة عصبة الأمم إلى ليبيريا في عام 1930.